# Hedgehog Engine
Hedgehog Engine (яп. ヘッジホッグエンジン Хэдзихоггу:эндзин) — графический движок, разработанный подразделением компании Sega Sonic Team.

## История создания

Игра Sonic Generations на движке Hedgehog Engine

Ёсихиса Хасимото, создатель движка, был принят на работу в Sonic Team в 1999 году сразу же после окончания колледжа в качестве программиста. В 2005 году ему поручают разработать игру из серии Sonic the Hedgehog. Хасимото работал над нескольких играми серии, и старался учесть прошлые ошибки компании. В итоге было решено, что серию необходимо продвинуть вперёд. Его команда начала работать над движком в 2005 году. На его разработку ушло три года.
В сентябре 2008 года движок был продемонстрирован на выставке CEDEC.
Sonic Team планировала сделать движок коммерческим с целью получения прибыли, но в итоге он остался проприетарным. В 2017 году был анонсирован новый движок — Hedgehog Engine 2.

## Технические характеристики
Hedgehog Engine представляет собой движок с плавным переходом 3D в 2D без загрузок.
Движок способен воспроизводить игровые ролики отличного качества. Ёсихиса Хасимото месяцами анализировал видеоигры, фильмы и даже людей и места в реальной жизни. Он пришел к выводу, что в современных играх отсутствует элемент, известный в области компьютерной анимации, как глобальное освещение. Движок позволяет реалистично имитировать свет.
Команда под руководством Хасимоты разработали технологию светового поля. С помощью этой технологии, персонажи могут выполнять различные задания и в то же время отражающийся от них свет и тени выглядят реалистичными (в отличие от прошлых игр серии Sonic the Hedgehog, где данная функция отсутствовала).

## Игры, выпущенные на движке Hedgehog Engine
Практически во всех играх на данном движке также используются физический движок Havok Physics и Havok Animation для обработки анимации.
| Год  | Название игры                                        | Платформы                                                           | Примечание                                      |
| ---- | ---------------------------------------------------- | ------------------------------------------------------------------- | ----------------------------------------------- |
| 2008 | Sonic Unleashed                                      | PS3, Xbox 360                                                       |                                                 |
| 2010 | Sonic Colors                                         | Wii                                                                 |                                                 |
| 2011 | Sonic Generations                                    | PS3, Xbox 360, Microsoft Windows                                    |                                                 |
| 2013 | Sonic Lost World                                     | Wii U, Microsoft Windows                                            |                                                 |
| 2013 | Mario & Sonic at the Sochi 2014 Olympic Winter Games | Wii U                                                               |                                                 |
| 2016 | Mario & Sonic at the Rio 2016 Olympic Games          | Wii U                                                               |                                                 |
| 2021 | Sonic Colors: Ultimate                               | Microsoft Windows, PS4, PS5, Xbox One, Xbox Series, Switch          | Рендеринг осуществляется с помощью Godot Engine |
| 2024 | Sonic X Shadow Generations                           | Microsoft Windows, Nintendo Switch, Xbox One, Xbox Series, PS4, PS5 | Ремастер Sonic Generations                      |

## Игры, выпущенные на движке Hedgehog Engine 2
| Год  | Название игры                                      | Платформы                                                           | Примечание                                    |
| ---- | -------------------------------------------------- | ------------------------------------------------------------------- | --------------------------------------------- |
| 2017 | Sonic Forces                                       | Microsoft Windows, Nintendo Switch, Xbox One, Xbox Series, PS4, PS5 |                                               |
| 2019 | Olympic Games Tokyo 2020 — The Official Video Game | Microsoft Windows, Nintendo Switch, Xbox One, Xbox Series, PS4, PS5 |                                               |
| 2019 | Sakura Wars                                        | PS4                                                                 |                                               |
| 2020 | Puyo Puyo Tetris 2                                 | Microsoft Windows, Nintendo Switch, Xbox One, Xbox Series, PS4, PS5 |                                               |
| 2022 | Sonic Origins                                      | Microsoft Windows, Nintendo Switch, Xbox One, Xbox Series, PS4, PS5 | Меню игры                                     |
| 2022 | Sonic Frontiers                                    | Microsoft Windows, Nintendo Switch, Xbox One, Xbox Series, PS4, PS5 |                                               |
| 2023 | Sonic Superstars                                   | Microsoft Windows, Nintendo Switch, Xbox One, Xbox Series, PS4, PS5 | Цифровой артбук и оригинальный мини-саундтрек |
| 2024 | Sonic X Shadow Generations                         | Microsoft Windows, Nintendo Switch, Xbox One, Xbox Series, PS4, PS5 | Shadow Generations                            |